# Drapeau pan-africain

Le drapeau rouge, noir et vert dessiné par l'UNIA en 1920.

Le drapeau pan-africain, également dénommé drapeau de l'UNIA, drapeau afro-américain ou drapeau de la libération des noirs, est un drapeau tricolore horizontal composé de trois bandes rouge, noire et verte de hauteurs égales.
Il fut conçu à l'origine comme bannière officielle de la « race africaine » par les membres de l'Universal Negro Improvement Association and African Communities League (UNIA). L'organisation l'a adopté formellement à l'article 39 de la Declaration of Rights of the Negro Peoples of the World, le 13 août 1920, durant la convention qui s'est tenue pendant un mois au Madison Square Garden de New York.
Le drapeau peut et a été utilisé pour représenter l'unité ou la fierté africaines et afro-américaines.
Il ne reprend pas en intégralité les trois couleurs panafricaines que sont le jaune, le vert et le rouge, ce qui lui confère une notoriété centrée sur les États-Unis.